# تيموثي تشارلز كلارك
السير تيموثي تشارلز كلارك (من مواليد 22 نوفمبر 1949) هو مدير أعمال بريطاني ورئيس شركة طيران الإمارات ومقرها دبي منذ يناير 2003. وكان أيضًا المدير العام لشركة الخطوط الجوية السريلانكية حتى عام 2008.

## التعليم
التحق بكلية كينت، كانتربري، وهو زميل الجمعية الملكية للطيران. وهو خريج الاقتصاد من جامعة لندن.

## المسيرة المهنية
عمل كلارك في مجال الطيران المدني منذ عام 1972، عندما انضم إلى بريتش كالدونيان. في عام 1975، انتقل إلى طيران الخليج في البحرين، ثم انتقل في عام 1985 إلى دبي حيث أصبح عضوا في الفريق المؤسس لطيران الإمارات كرئيس لتخطيط الطيران. حتى أصبح حاليا رئيس لطيران الإمارات. كما شغل منصب المدير الإداري لشركة الخطوط الجوية السريلانكية حتى عام 2008. عقب استحواذ شركة طيران الإمارات على حصة 40٪ في الخطوط الجوية السريلانكية في أبريل 1998. وترك الخطوط السريلانكية عندما قامت الحكومة السريلانكية بالسيطرة على شركة الطيران ولم تقم طيران الإمارات بتجديد عقدها لإدارة شركة الطيران.
في عام 2003، أصبح كلارك رئيسا لطيران الإمارات بعد أن أمضى 18 عاما في بناء شبكة محطات دولية أنشأها بعد انضمامه كرئيس لتخطيط الطيران.
بالإضافة إلى ذلك، كلارك هو رئيس مؤسسة طيران الإمارات، وهي مؤسسة خيرية غير ربحية، تساهم وتوفر المساعدات الإنسانية وتقديم خدمات للأطفال المحتاجين في جميع أنحاء العالم.

## جوائز
في عام 2014، تم منح كلارك رتبة فارس الإمبراطورية البريطانية كمرتبة شرف لسنة 2014، تقديرا لخدمات الازدهار في بريطانيا وصناعة الطيران. كما منحته مجلة أسبوع الطيران وتكنولوجيا الفضاء لقب «شخصية عام 2013».